# Ваплево (Ольштинський повіт)
Ваплево (пол. Waplewo) — село в Польщі, у гміні Ольштинек Ольштинського повіту Вармінсько-Мазурського воєводства. Населення — 717 осіб (2011).
У 1975-1998 роках село належало до Ольштинського воєводства.

## Демографія
Демографічна структура станом на 31 березня 2011 року:
|          | Загалом | Допрацездатний вік | Працездатний вік | Постпрацездатний вік |
| -------- | ------- | ------------------ | ---------------- | -------------------- |
| Чоловіки | 359     | 72                 | 248              | 39                   |
| Жінки    | 358     | 63                 | 217              | 78                   |
| Разом    | 717     | 135                | 465              | 117                  |